# Juramaia
Juramaia is een geslacht van uitgestorven zoogdieren dat ongeveer 165 tot 160 miljoen jaar geleden voorkwam in het gebied van de huidige Chinese provincie Liaoning. De enige bekende soort is Juramaia sinensis, die in 2011 werd beschreven aan de hand van een fossiel uit de Tiaojishan-formatie.
De beschrijvers plaatsten het dier onder de placentadieren (Eutheria) op basis van het aantal kiezen, de plaatsing van knobbels op de tanden en kleine kenmerken van de voorpoten en polsen. Het zou daardoor anno 2011 de oudst bekende soort uit deze groep zijn. Juramaia zou circa 35 miljoen jaar eerder geleefd hebben dan Eomaia, tot 2011 bekend als oudste geslacht van placentadieren. De scheiding tussen placentadieren en buideldieren vond dus waarschijnlijk ook vroeger plaats dan eerder gedacht.

## Etymologie
De geslachtsnaam is samengesteld uit 'maia', moeder, een verwijzing naar de placenta van het geslacht, en 'jura', de periode waarin het voorkwam. De soortaanduiding sinensis betekent 'van China'. De soortnaam betekent dus 'de jurassische moeder uit China'.

## Beschrijving
J. sinensis woog circa 15-17 gram en had tanden om vermoedelijk insecten mee te eten. De vondsten van de schouders en voorpoten wijzen uit dat hij waarschijnlijk een vaardige klimmer was.

## Ontdekking
Hij werd gevonden in de Daxigou-vindplaats, Jianchang in de provincie Liaoning, uit de Tiaojishanformatie, gedateerd op ongeveer 160 miljoen jaar geleden. Hij werd voor het eerst benoemd door Zhe-Xi Luo, Chong-Xi Yuan, Qing-Jin Meng en Qiang Ji in 2011 en de typesoort is Juramaia sinensis.

## Evolutie
De ontdekking van Juramaia bood nieuw inzicht in de evolutie van placentazoogdieren door aan te tonen dat hun afstamming 35 miljoen jaar eerder van die van de buideldieren afstamt dan eerder werd gedacht. Bovendien vult de ontdekking gaten in het fossielenbestand en helpt het bij het kalibreren van moderne, op DNA gebaseerde methoden om de evolutie te dateren. Op basis van klimaanpassingen die zijn gevonden in de botten van de voorpoten, is gesuggereerd dat de basispopulatie van Eutheria in bomen leefde op een manier die lijkt op die van de huidige ratten.